# Power Rangers Dino Charge
Power Rangers Dino Charge ist die 22. Staffel der Power Rangers. Als Vorlage dient die Super-Sentai-Serie Zyuden Sentai Kyoryuger.

## Handlung
Vor Millionen von Jahren versuchte der intergalaktische Kopfgeldjäger Sledge die Dino-Energems zu stehlen, aber ein Außerirdischer namens Keeper vertraut die Energems Dinosauriern an. Doch als die Dinosaurier ausstarben, gingen auch die Energems verloren. Am heutigen Tage wurden die Energems gefunden und Sledge kehrt zurück und muss gegen ein neues Team von Power Rangers kämpfen.

## Figuren
- Roter Ranger: Tyler Navarro (Brennan Mejia)
- Pink Ranger: Shelby Watkins (Camille Hyde)
- Blauer Ranger: Koda (Yoshi Sudarso)
- Grüner Ranger: Riley Griffin (Michael Taber)
- Schwarzer Ranger: Chase Randall (James Davies)
- Gold Ranger: Sir Ivan von Zandar (Davi Santos)
- Graphit Ranger: Prinz Phillip III. (Jarred Blakiston)
- alter lila Ranger: Albert Smith (Arthur Ranford)
- neuer lila Ranger: Kendall Morgan (Claire Blackwelder) (Kendall ist auch für die Herstellung neuer Dino Charger zuständig)
- türkiser Ranger: James Navarro (Vater von Tyler Navarro)

## Besetzung und Synchronisation
| Rolle          | Schauspieler       | deutscher Sprecher   |
| -------------- | ------------------ | -------------------- |
| Tyler Navarro  | Brennan Mejia      | Patrick Keller       |
| Shelby Watkins | Camille Hyde       | Giovanna Winterfeldt |
| Koda           | Yoshua Sudarso     | Roman Wolko          |
| Riley Griffin  | Michael Taber      | Sebastian Kluckert   |
| Chase Randall  | James Davies       | Amadeus Strobl       |
| Kendall Morgan | Claire Blackwelder | Mia Diekow           |
| Ivan           | Davi Santos        | Jeffrey Wipprecht    |
| Keeper         | Richard Simpson    | Uli Krohm            |
| Sledge         | Adam Gardiner      | Gerald Paradies      |
| Fury           | Paul Harrop        | Romanus Fuhrmann     |
| Poisandra      | Jackie Clarke      | Sonja Spuhl          |
| Wrench         | Estevez Gillespie  | Uwe Büschken         |
| Prinz Philipp  | Jarred Blakiston   | Tobias Nath          |
| Weihnachtsmann | John Sumner        | Frank Kirschgens     |

## Episodenliste

### Staffel 1
| Nr. (ges.) | Nr. (St.) | Deutscher Titel                            | Originaltitel                  | Erstausstrahlung USA | Deutschsprachige Erstausstrahlung (D) |
| ---------- | --------- | ------------------------------------------ | ------------------------------ | -------------------- | ------------------------------------- |
| 1          | 1         | Kräfte aus der Vergangenheit               | Powers From The Past           | 7. Feb. 2015         | 14. Nov. 2015                         |
| 2          | 2         | Die Fusion von Gegenwart und Vergangenheit | Past, Present And Fusion       | 14. Feb. 2015        | 21. Nov. 2015                         |
| 3          | 3         | Die Stunden-Falle                          | A Fool’s Hour                  | 21. Feb. 2015        | 28. Nov. 2015                         |
| 4          | 4         | Die Rückkehr des Höhlenmenschen            | Return Of The Caveman          | 28. Feb. 2015        | 5. Dez. 2015                          |
| 5          | 5         | Der schwarze Bann                          | Breaking Black                 | 7. März 2015         | 12. Dez. 2015                         |
| 6          | 6         | Karies-Alarm                               | The Tooth Hurts                | 14. März 2015        | 19. Dez. 2015                         |
| 7          | 7         | Schlafende Zords weckt man nicht …         | Let Sleeping Zords Lie         | 21. März 2015        | 26. Dez. 2015                         |
| 8          | 8         | Doppelte Rangers – doppelte Gefahr         | Double Ranger, Double Danger   | 4. Apr. 2015         | 2. Jan. 2016                          |
| 9          | 9         | Wenn die Logik versagt                     | When Logic Fails               | 22. Aug. 2015        | 9. Jan. 2016                          |
| 10         | 10        | Die königlichen Rangers                    | The Royal Rangers              | 29. Aug. 2015        | 16. Jan. 2016                         |
| 11         | 11        | Der Ausbruch des Gefangenen                | Break Out                      | 12. Sep. 2015        | 23. Jan. 2016                         |
| 12         | 12        | Die ritterlichen Rangers                   | Knight After Knights           | 19. Sep. 2015        | 30. Jan. 2016                         |
| 13         | 13        | Wettstreit gegen die Zeit                  | Sync Or Swim                   | 3. Okt. 2015         | 6. Feb. 2016                          |
| 14         | 14        | Schwarze Energie                           | True Black                     | 10. Okt. 2015        | 13. Feb. 2016                         |
| 15         | 15        | Eines Rangers würdig                       | Rise Of A Ranger               | 24. Okt. 2015        | 20. Feb. 2016                         |
| 16         | 16        | Freundschaftsbande                         | No Matter How You Slice It     | 7. Nov. 2015         | 27. Feb. 2016                         |
| 17         | 17        | Ausflug nach Neuseeland                    | World Famous! (In New Zealand) | 14. Nov. 2015        | 5. März 2016                          |
| 18         | 18        | Dino-Jagd Down Under                       | Deep Down Under                | 21. Nov. 2015        | 12. März 2016                         |
| 19         | 19        | Der Heldenwunsch                           | Wishing For A Hero             | 28. Nov. 2015        | 19. März 2016                         |
| 20         | 20        | Der gestohlene Energem                     | One More Energem               | 12. Dez. 2015        | 26. März 2016                         |
| 21         | 21        | Die Geister, die ich rief                  | The Ghostest with the Mostest  | 17. Okt. 2015        | 2. Apr. 2016                          |
| 22         | 22        | Rettet Weihnachten!                        | Race to Rescue Christmas       | 5. Dez. 2015         | 9. Apr. 2016                          |

### Staffel 2
| Nr. (ges.) | Nr. (St.) | Deutscher Titel               | Originaltitel            | Erstausstrahlung USA | Deutschsprachige Erstausstrahlung (D) |
| ---------- | --------- | ----------------------------- | ------------------------ | -------------------- | ------------------------------------- |
| 23         | 1         | Heckyl und Snide              | When Evil Stirs          | 30. Jan. 2016        | 14. Juli 2017                         |
| 24         | 2         | Vergeben und vergessen        | Forgive and Forget       | 6. Feb. 2016         | 14. Juli 2017                         |
| 25         | 3         | Albtraum in Amber Beach       | Nightmare in Amber Beach | 13. Feb. 2016        | 14. Juli 2017                         |
| 26         | 4         | Ein Date mit der Gefahr       | A Date with Danger       | 20. Feb. 2016        | 14. Juli 2017                         |
| 27         | 5         | Das Brüllen des roten Rangers | Roar of the Red Ranger   | 27. Feb. 2016        | 14. Juli 2017                         |
| 28         | 6         | Feuer mit Feuer bekämpfen     | Forged Under Fire        | 5. März 2016         | 14. Juli 2017                         |
| 29         | 7         | Home Run Koda                 | Home Run Koda            | 19. März 2016        | 14. Juli 2017                         |
| 30         | 8         | Verlockungen des Goldes       | Riches and Rags          | 26. März 2016        | 14. Juli 2017                         |
| 31         | 9         | Beste Freundinnen             | Besties 4Eva!            | 20. Aug. 2016        | 14. Juli 2017                         |
| 32         | 10        | Der Angelausflug              | Gone Fishin              | 27. Aug. 2016        | 14. Juli 2017                         |
| 33         | 11        | Kampf um die Liebe            | Love at First Fight      | 3. Sep. 2016         | 14. Juli 2017                         |
| 34         | 12        | Ein paar Strahlen haschen     | Catching Some Rays       | 10. Sep. 2016        | 14. Juli 2017                         |
| 35         | 13        | Das Rezept für Chaos          | Recipe for Disaster      | 24. Sep. 2016        | 14. Juli 2017                         |
| 36         | 14        | Ein silbernes Geheimnis       | Silver Secret            | 1. Okt. 2016         | 14. Juli 2017                         |
| 37         | 15        | Auf den Schwingen der Gefahr  | Wings of Danger          | 15. Okt. 2016        | 14. Juli 2017                         |
| 38         | 16        | Der freitägliche Wahnsinn     | Freaky Fightday          | 22. Okt. 2016        | 14. Juli 2017                         |
| 39         | 17        | Der falsche Ton               | Worgworld                | 29. Okt. 2016        | 14. Juli 2017                         |
| 40         | 18        | Stein der Zords               | The Rangers Rock!        | 5. Nov. 2016         | 14. Juli 2017                         |
| 41         | 19        | Ein vernichtender Schlag      | Edge of Extinction       | 12. Nov. 2016        | 14. Juli 2017                         |
| 42         | 20        | Ein neues Kapitel             | End of Extinction        | 19. Nov. 2016        | 14. Juli 2017                         |
| 43         | 21        | Süßes oder Saures             | Trick or Trial           | 8. Okt. 2016         | 14. Juli 2017                         |
| 44         | 22        | Morgen kommt der Heximas      | Here Comes Heximas       | 10. Dez. 2016        | 14. Juli 2017                         |